# 霍爾科姆 (堪薩斯州)
霍爾科姆（英語：Holcomb）是一個位於美國堪薩斯州芬尼縣的城市。

## 地方資料
根據2020年美國人口普查的數據，霍爾科姆的面積為3.20平方千米，當中陸地面積為3.20平方千米，而水域面積為0.00平方千米。當地共有人口28151人，而人口密度為每平方千米8,797.19人。